# Ralph Regenvanu

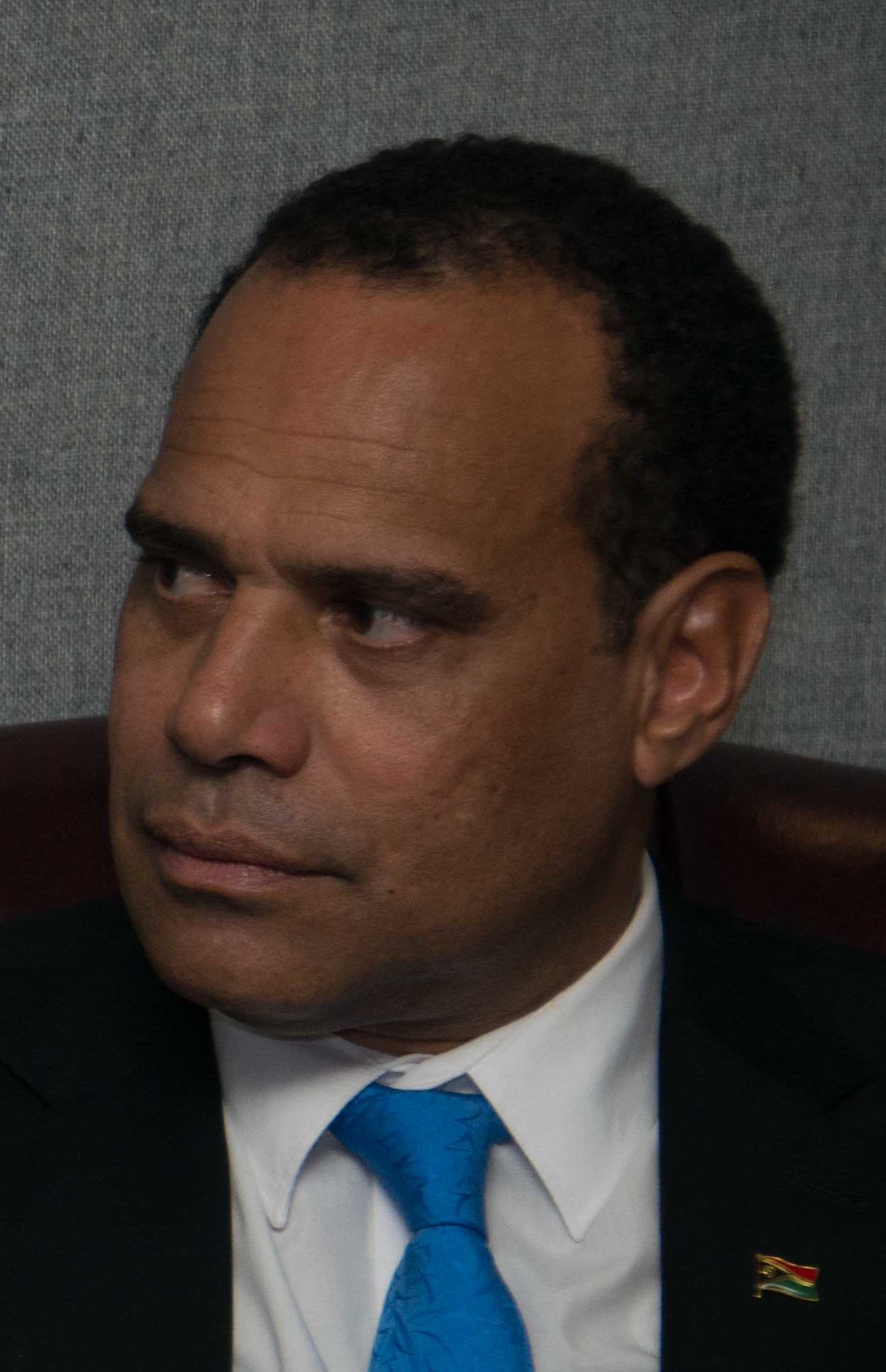
Ralph Regenvanuga – 2018

Ralph John Regenvanu (Suva, 20 de septiembre de 1970) es un antropólogo, artista y político vanuatense. Fue diputado independiente hasta 2010 cuando fundó el Partido Tierra y Justicia.
Ha sido ministro de cooperativa y desarrollo, ministro de tierras en 2011 y ministro de jure de justicia y asuntos sociales de 2011 a 2012 con Sato Kilman;  desde 2017 es ministro de asuntos exteriores.

## Biografía
Su padre es el político y pastor presbiteriano  Sethy Regenvanu. Cuando era pequeño se mudaron a Australia.
Estudió antropología, arqueología y desarrollo en la Universidad Nacional Australiana. En 1991, consiguió el puesto de conservador en el Museo nacional de Vanuatu, y de 1995 a 2006 fue director del Vanuatu Cultural Centre.
En 1998 empezó a colaborar con la UNESCO.